# Delos-Maler

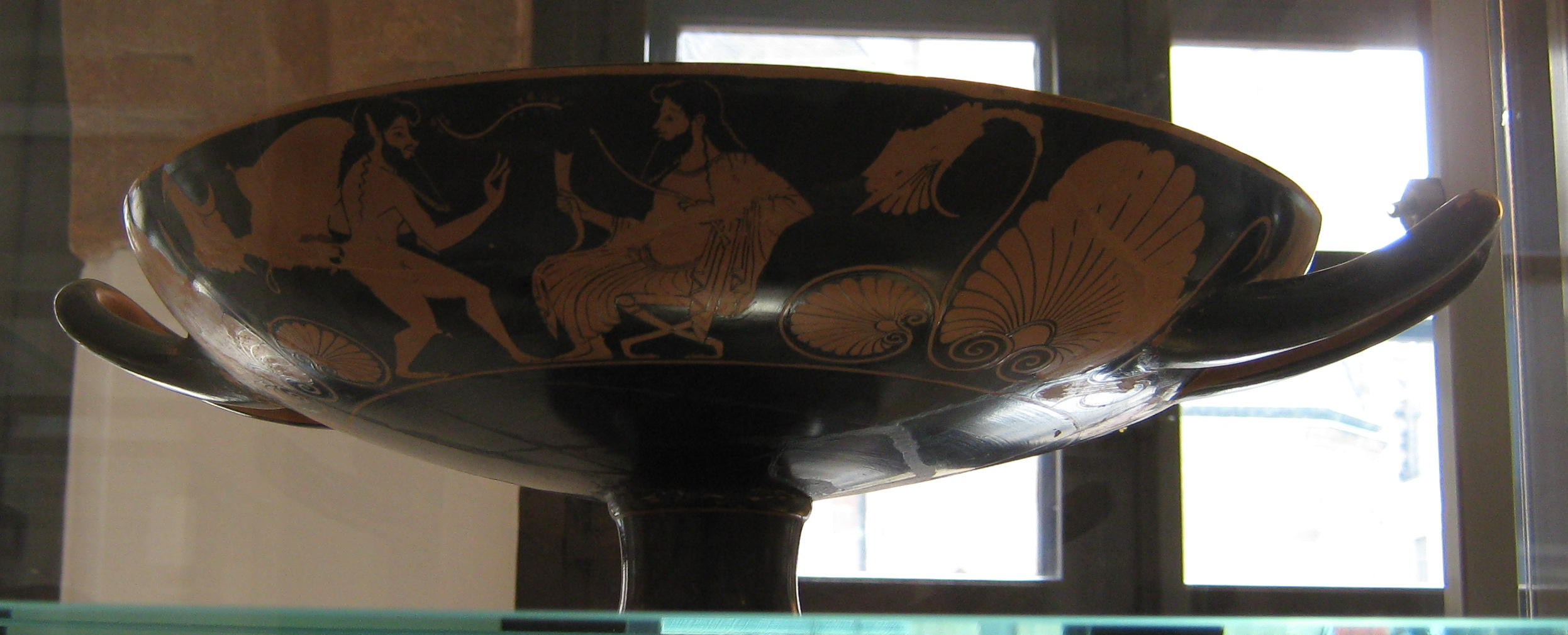
Satyr und Dionysos auf einer Schale im Antikenmuseum der Universität Leipzig, um 520 v. Chr.

Der Delos-Maler war ein griechischer Vasenmaler, der gegen Ende des 6. Jahrhunderts v. Chr. in Athen tätig war.
Der Delos-Maler gehörte zu den frühen rotfigurigen Schalenmalern, die in etwa zur selben Zeit wie die sogenannte „Pioniergruppe“ des rotfigurigen Stils aktiv waren. Wie die anderen Schalenmaler testete auch der Delos-Maler die Möglichkeiten der neuen Technik aufgrund der vergleichsweise kleineren Arbeitsfläche der Schalen – das Innere (Tondo) sowie die beiden Außenseiten – nicht in derselben Tiefe aus, wie es die Vertreter der Pioniergruppe taten, dennoch trugen auch sie ihren Teil zum Erfolg des neuen Stils bei. Der Delos-Maler bemalte vor allem bilingue Augenschalen, wobei die Tondi meist schwarz- und die Außenseiten rotfigurig verziert waren, sowie rein rotfigurige Schalen des Typus C. Er ist einer der besseren zweitrangigen Maler und erinnert mit seiner linearen Arbeitsweise an die Meister Oltos und Pheidippos. Besonders gut gelungen sind seine schwarzfigurigen Tondi. Sein Name ist nicht überliefert, weshalb John D. Beazley ihn mit einem Notnamen unterscheidbar gemacht hat. Diesen erhielt er nach seiner Namenvase, einer Schale in der Sammlung des Archäologischen Museum Delos. Beazley zog auch in Erwägung, dass die Werke des Delos-Malers das Frühwerk des Euergides-Malers sein könnten.